# (9561) van Eyck
(9561) van Eyck es un asteroide perteneciente al cinturón de asteroides, descubierto el 19 de agosto de 1987 por Eric Walter Elst desde el Observatorio de La Silla, Chile.

## Designación y nombre
Designado provisionalmente como 1987 QT1. Fue nombrado  por Jan van Eyck (1395-1441) quien fue un pintor flamenco, conocido por La Adoración del Cordero (1432), expuesta en la catedral de Gante. Existe cierto misterio sobre un segundo nombre, Hubert, que aparece en el Retablo de Gante. Hubert también fue pintor flamenco y probablemente hermano de Jan.

## Características orbitales
van Eyck está situado a una distancia media del Sol de 2,306 ua, pudiendo alejarse hasta 2,825 ua y acercarse hasta 1,787 ua. Su excentricidad es 0,225 y la inclinación orbital 5,475 grados. Emplea 1279,15 días en completar una órbita alrededor del Sol.

## Características físicas
La magnitud absoluta de van Eyck es 14,12. Tiene 4,197 km de diámetro y su albedo se estima en 0,332.